# Scheba
Scheba (hebräisch שְׁבָא šəvā’) ist der Name mehrerer im hebräischen Teil der Bibel erwähnter Personen.
Der Name wird in einigen Übersetzungen als Saba wiedergegeben.

## Sohn Joktans
In der Liste der Nachkommen Noahs, die im Buch Genesis überliefert ist, wird Scheba als einer der dreizehn Söhne Joktans genannt  (Gen 10,28 ).

## Sohn Jokschans
Das Buch Genesis erwähnt einen Enkel Abrahams namens Scheba. Dieser wird als erstgeborener Sohn Jokschans genannt, eines der Söhne Abrahams mit seiner dritten Frau Ketura (Gen 25,3 ).

## Sohn Bichris
Im 20. Kapitel des 2. Buch Samuel wird berichtet, wie ein Mann aus dem Stamm Benjamin namens Scheba, ein Sohn Bichris, zum Abfall von König David aufrief. Offenbar bestand eine Unzufriedenheit bei den Nordstämmen, da sie das Gefühl hatten, Davids eigener Stamm Juda würde von diesem bevorzugt. Nach dem Scheitern des Staatsstreichs Absaloms, eines Sohnes Davids, rief Scheba die Nordstämme Israels dazu auf, David nicht länger nachzufolgen:

„Es traf sich aber, dass dort ein ruchloser Mann war, der hieß Scheba, ein Sohn Bichris, ein Benjaminiter. Der blies die Posaune und sprach: Wir haben kein Teil an David noch Erbe am Sohn Isais. Ein jeder gehe zu seinen Zelten, Israel!“

Die Worte, mit denen Scheba die Nordstämme zum Abfall aufforderte, gleichen stark den Worten, mit denen sich diese nach Salomos Tod endgültig von der Dynastie Davids lossagten und das Nordreich Israel gründeten (1. Könige 12,16 ). In der Folge dieses Aufrufs Schebas fielen zunächst alle Stämme, außer Juda, von David ab und folgten Scheba. Er scheint jedoch nirgends dauerhaft Rückhalt gefunden zu haben und zog sich in den äußersten Norden des Siedlungsgebietes Israels nach Abel-Bet-Maacha zurück. Als die Stadt durch Davids Anhänger unter der Führung Joabs belagert wurde, nahm eine Frau von der Stadtmauer aus Verhandlungen mit Joab auf, um die Stadt zu retten. Auf ihr Zureden hin töteten die Einwohner der Stadt schließlich Scheba, womit der Aufstand zu einem Ende kam. (2. Samuel 14,1–22 ).

## Nachkomme Gads
Im 1. Buch der Chronik wird ein Scheba als eines der Sippenoberhäupter des östlich des Jordans siedelnden Stammes Gad genannt (1. Chronik 5,13 ).